# هكزابايت

شعار هكزابايت

هكزابايت (بالحروف اللاتينية:HexaByte)، هي مزود خدمة انترنت تونسي. أسست هكزابايت في مدينة باجة في 10 ماي 2001 ، وهي مع توب نات من الجيل الثاني لمزودي خدمات الإنترنت بعد غلوبالنات وبلانات تونس اللذين أسسا عام 1997. تقدم الشركة خدمات الادسل للخواص وللمؤسسات وخدمات الطلب الهاتفي وخدمات لمراقبة عناوين الآي بي والشبكات وخدمات لاستضافة الويب. بلغت ايرادات الشركة في عام 2011 4.3 مليون دينار تونسي ورأسمالها 1.75 مليون دينار. مدرجة منذ جانفي 2012 في بورصة تونس. يتولى منصب رئيس مدير عام ورئيس مجلس الإدارة، ناصر الحيدوسي مؤسس الشركة وأول المساهمين فيها.

## وصلات خارجية
- الموقع الرسمي